# Le Jour où le passé a disparu
Le Jour où le passé a disparu (titre original : How It Was When the Past Went Away) est une nouvelle de science-fiction de Robert Silverberg. 

## Publications
Entre 1957 et 2014, la nouvelle a été éditée à une trentaine de reprises dans des recueils de nouvelles de Robert Silverberg ou des anthologies de science-fiction.

### Publications aux États-Unis
La nouvelle a été écrite en novembre-décembre 1968, mais n'est parue qu’en octobre 1969 sous le titre How It Was When the Past Went Away dans l'anthologie Trois futurs incertains (Three for Tomorrow, anthologie parue en 1969 aux États-Unis et en 1972 en France), composée et dirigée par Robert Silverberg.
Elle a ensuite été régulièrement rééditée dans divers recueils de Robert Silverberg et diverses anthologies.

### Publications en France
La nouvelle a été publiée en France en 1972 sous le titre Le jour où le passé fut aboli dans l'anthologie Trois futurs incertains, Fiction Spécial no 20, Éditions OPTA.
Trente ans après, elle est de nouveau publiée en 2002 dans le recueil Le Chemin de la nuit, avec une traduction de Pierre-Paul Durastanti, avec une réédition en livre de poche chez J'ai lu en 2004.
Elle est donc l'une des 124 meilleures nouvelles de Silverberg sélectionnées pour l'ensemble de recueils Nouvelles au fil du temps, dont Le Chemin de la nuit est le premier tome.

### Publication en Grande-Bretagne
La nouvelle a été publiée en Grande-Bretagne dans l'anthologie To the Dark Star (1991).

### Publications dans d'autres pays occidentaux
La nouvelle a aussi été publiée :
- en Italie : Quando Il Passato Se Ne Ando (1970) et Come ce la cavammo quando il passato se ne andò (1984) ;
- en Allemagne : Als die Vergangenheit verlorenging (1985).

## Résumé
En août 2003, un « maniaque antisocial » répand un produit chimique amnésiant (« terminase d'acétilcholine ») dans le réseau d'alimentation en eau de l'agglomération de San Francisco. On suit le destin de plusieurs personnes affectées par la perte de mémoire, totale ou partielle, entraînée par cet acte de terrorisme :
- Paul Mueller, artiste et plasticien génial, surendetté, abandonné par sa femme quelques mois auparavant, en dépression ; il oublie les six derniers mois de sa vie ; la perte de mémoire lui permet de se remettre au travail et d'envisager l'avenir sous un angle serein ;
- Carole, ex-épouse de Mueller, elle a oublié les sept derniers mois de sa vie ; elle revient vivre auprès de Paul ; néanmoins, au fil des jours elle recouvre la mémoire et le quitte de nouveau, une fois l'intégralité de ses souvenirs revenus ;
- Montini, artiste « mnémoniste doté d'une mémoire absolue », capable de mémoriser des centaines de livres et l'annuaire du téléphone, perd la moitié de sa mémoire ; il ne parvient pas à encaisser le choc et se suicide en se noyant ;
- Taylor Braskett, militaire retraité, premier astronaute à avoir posé le pied sur Mars, adepte de théories extrémistes et nationalistes ; il n'est pas affecté par l'amnésie et sert auprès des médias de porte-parole des autorités dépassées par les événements ;
- Nate Haldersen, malade dépressif depuis 11 ans en raison de la mort de sa femme et de ses enfants dans un accident d'avion ; la perte de mémoire le fait sortir de l'hôpital complètement guéri de sa profonde dépression ;
- Freddy Munson, agent de change et banquier d'affaires, est un homme qui joue en Bourse pour son propre compte avec l'argent de ses clients ; la perte de mémoire lui fait perdre le souvenir des mécanismes sophistiqués qu'il a mis en place ; il envisage de quitter les États-Unis et de se réfugier dans une colonie lunaire de peur de voir ses combines découvertes et d'aller en prison ;
- Pierre Gérard, sa femme et ses deux fils : famille de restaurateurs français ne buvant que de l'eau minérale ; ils ne sont pas du tout touchés par l'attaque terroriste et ont gardé leur mémoire ;
- Timothy Bryce, neurologue ; il se réveille le matin avec une jolie femme dans son lit qui dit s'appeler Lisa Falk ; tous deux ont perdu la mémoire et ne connaissent pas l'autre personne ; ils apprennent qu'ils sont mari et femme depuis cinq ans.

La nouvelle montre donc comment des personnes différentes sont touchées, en bien ou en mal, par cette amnésie, et comment elles réagissent face à ce sentiment que l'Absurde surgit dans leur vie.
La nouvelle se termine par l'annonce de la création d'une nouvelle secte mystique qui compte des milliers d'adeptes, L’Église de l'oubli ; cette secte vient d'être créée par Nate Haldersen et son objet est de faire boire des produits amnésiant à des volontaires pour oublier un passé vécu comme négatif ou destructeur.